# Motore biblocco
Il motore biblocco è un particolare tipo di motore a scoppio utilizzato nei primi decenni del XX secolo e poi caduto in disuso. Di simile costruzione è stato il motore triblocco.

## Descrizione
In questo tipo di motore non vi era un monoblocco in un pezzo unico, ma due blocchi di dimensioni minori, solitamente grossi la metà, accoppiati e disposti in linea a formare un motore di dimensioni doppie rispetto a quello che si avrebbe utilizzando uno solo dei sottoblocchi utilizzati.

I motori biblocco potevano essere utilizzati congiuntamente ad una testata unica oppure a due sottotestate che andavano ognuna a completare ciascun sottoblocco.

Molte Case automobilistiche d'inizio Novecento hanno utilizzato tale soluzione. Tra queste vi erano la FIAT, la Hotchkiss, la Daimler, la Benz, la Opel, la Itala, la SCAT e la Ceirano.

Tra cui le vetture Fiat S76 Record, Fiat 20-30 HP, Fiat 24-40 HP, Horch 10PS.

Poco dopo il termine della Prima guerra mondiale tale soluzione tecnica cadde in disuso.